# Киря
Киря́ (чув. Кире) — посёлок (до 2004 г. — посёлок городского типа) в Алатырском районе Чувашской Республики России. Административный центр Кирского сельского поселения.
Население 1185 чел. (2012).

## География
Посёлок расположен в северной части Алатырского района Чувашии, на железнодорожной ветке Казань — Красный Узел Горьковской железной дороги, в 40 км от Алатыря. С Чебоксарами его связывает шоссе (135 км), с Алатырем — железная дорога и шоссе.

## Население
| 1959  | 1970  | 1979  | 1989  | 1992  | 1993  | 1997  |
| ----- | ----- | ----- | ----- | ----- | ----- | ----- |
| 7782  | ↘5099 | ↘3915 | ↘3030 | ↘3000 | →3000 | ↘2900 |
| 2001  | 2002  | 2010  | 2012  |       |       |       |
| ↘2800 | ↘2425 | ↘1841 | ↘1185 |       |       |       |

## История
Появление посёлка связано со строительством железной дороги и использованием лесных ресурсов. В 1911 году в Кире начал действовать лесопильный завод, ежегодно отправлявший по 25 тыс. м³ пиломатериалов. Вблизи посёлка действовал ещё один лесопильный и фанерный завод, продукция которых отправлялась через железнодорожную станцию Киря.

## Инфраструктура
В селе действует лесокомбинат, ведущий заготовку, переработку древесины и развивающий лесоводство.
Современная Киря представлена одноэтажной жилой застройкой с приусадебными участками. Из общественных зданий имеется клуб, средняя школа, библиотека, дом быта.
В селе три пруда, из одного берёт начало речка Киря. Население использует воду шахтных колодцев.

## Известные жители
- Бударин Николай Михайлович — космонавт, Депутат Государственной Думы Федерального Собрания РФ пятого созыва (2007—2011).